# Lino Taioli
Lino Taioli Alberti (Arequito, 6 febbraio 1913 – ...) è stato un allenatore di calcio e calciatore argentino naturalizzato venezuelano, di ruolo centrocampista.
Alcune fonti lo riportano come Tajoli.

## Carriera

### Giocatore
Dopo aver cominciato la carriera in alcune squadre argentine si trasferì all'estero, giocando in Uruguay al Nacional de Montevideo, Paraguay, Messico, Ecuador, Cile, Venezuela ed Italia. Giocò nel Rosario Central, da cui passò nel 1939 all'Atlético Corrales.
Nelle stagioni 1944 e 1945 gioca in Venezuela, dove è campione della Liga nel 1945 con il Dos Caminos Sport Club, di Caracas, club oggi scomparso. In quella nazione nel 1944 giocò in tre partite con la locale Nazionale, in un torneo disputato a Curaçao, nel quale segnò un gol.
Il 16 luglio 1946 firma per un club di Serie A italiana, il Genoa, società con la quale non scese mai in campo in partite ufficiali, per poi passare al Mantova, con il duplice compito di giocatore ed allenatore.

### Allenatore
Nell'estate del 1947 lascia l'Italia per diventare allenatore della Colombia in occasione della partecipazione al Campeonato Sudamericano de Football 1947, torneo oggi conosciuto come Copa América, disputato in Ecuador. Tra il 2 dicembre ed il 29 dello stesso mese dirige i colombiani in sette incontri, con un risultato di zero vittorie, due pareggi e cinque sconfitte.
Nel 1948 arriva in Spagna, al Atlético de Madrid, che dirige nella stagione 1948-1949, arrivando al quarto posto nella Liga. Considerato un tecnico troppo metodico, che lasciava poca libertà ai suoi giocatori, vi restò solo per quel campionato.
Nel 1949 ottiene a Burgos il riconoscimento ufficiale di allenatore dal Comité de Entrenadores della Real Federación Española de Fútbol e diventa allenatore del Racing de Santander, in Segunda División.
Qui nel campionato cadetto 1949-1950 ottiene la promozione in Primera División.
Successivamente si trasferisce in Portogallo, dove nel campionato 1951-1952 lavora al Boavista e l'anno seguente al Porto.
Nella stagione 1958-1959 è allenatore del Rayo Vallecano, che milita in Segunda División spagnola.

## Palmarès

### Club

#### Competizioni nazionali
- Campionato venezuelano: 1

Dos Caminos Sport Club: 1945